# 程明愫
程明愫（？—？），榜名明昱，字菽園，湖北孝感人，清朝政治人物。同进士出身，辗转任知县多年，官至知州。

## 生平
程明愫于乾隆二十六年（1761年）中式辛巳恩科三甲进士，榜名程明昱。授浙江壽昌縣知縣，調餘姚縣，任内除奸捕盜，脩學宮，興義塾，当地文风大振。因丁忧去职。服阙，于乾隆五十四年（1789年）补华亭县知县一职，调阳湖县，皆有政声。以捕盜之功升東平州知州，以病歸，不久卒。光绪《孝感县志》有传。